# Marea Balearelor

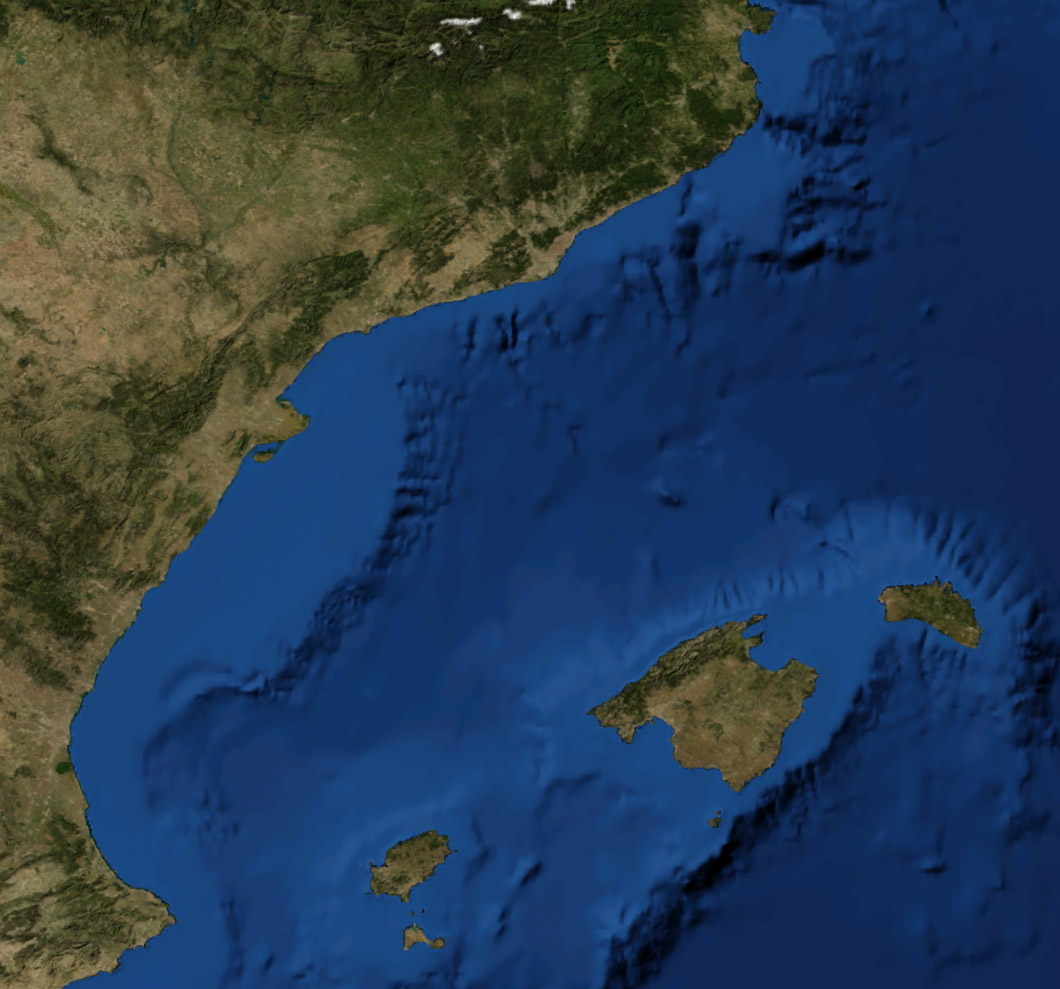
Imagine de satelit și bathymetrică a Mării Balearelor.

Marea Balearelor sau Marea Iberică este o mare litorală a Mării Mediterane situată între Insulele Baleare și coasta de est a Spaniei.